# Gothique scaldien

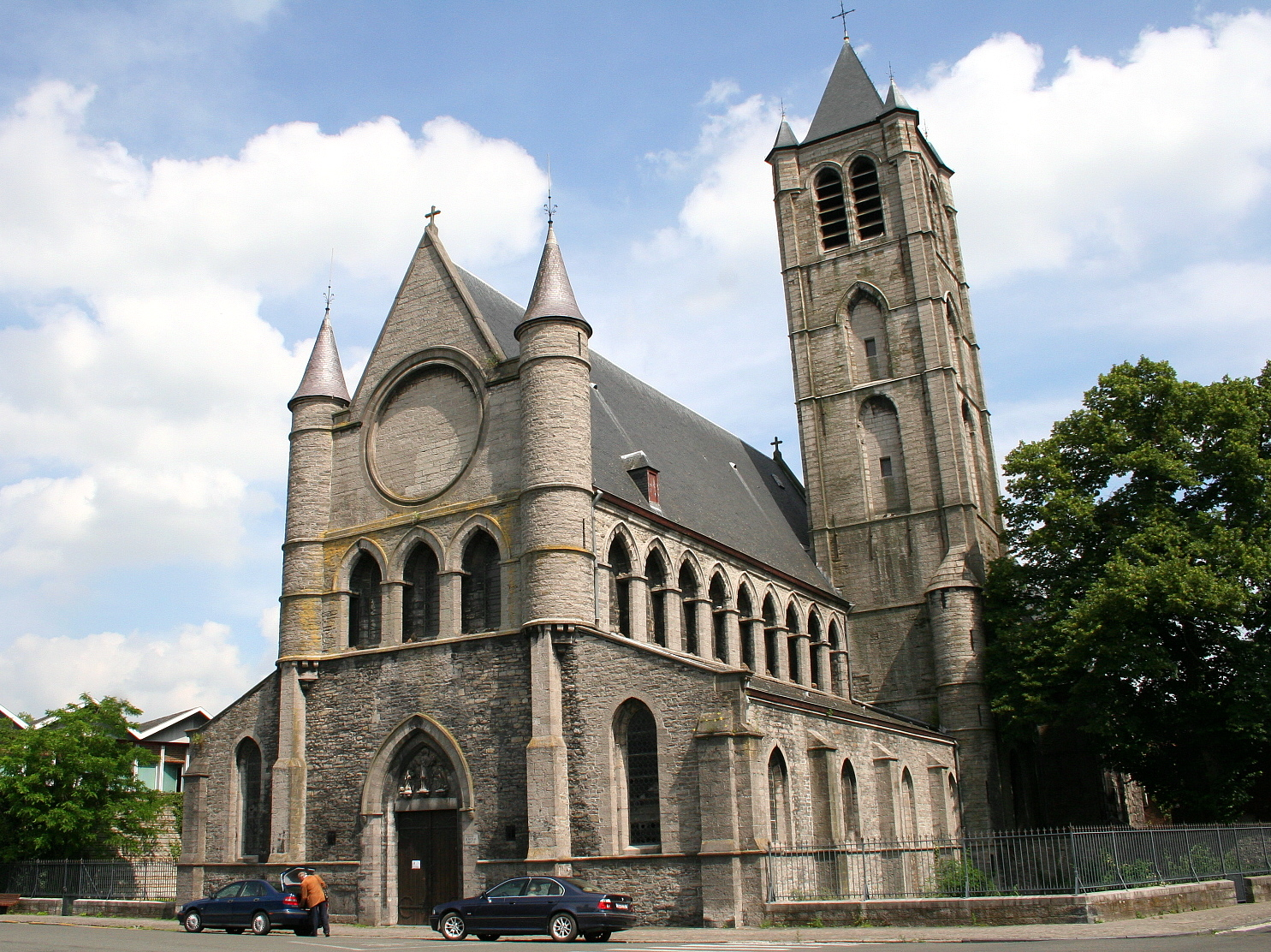
Église Saint-Nicolas de Tournai.

Le gothique scaldien ou gothique tournaisien est un style architectural gothique primitif ou romano-gothique de transition, de la fin du XIIe et du XIIIe siècles, typique de l'ancien comté de Flandre.

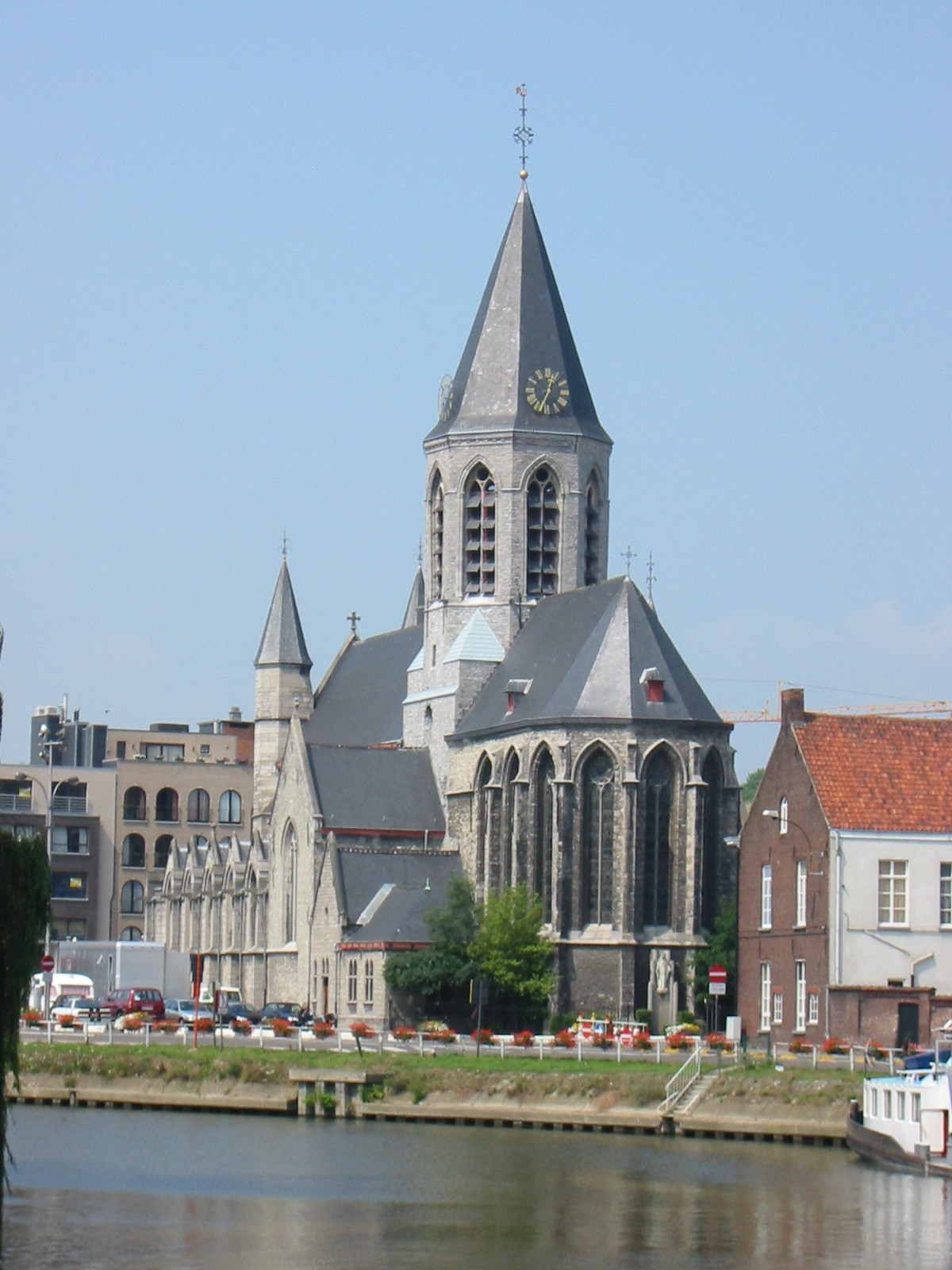
Église Notre-Dame de Deinze.

L'appellation de « gothique tournaisien » fait allusion au fait que ce style est né à Tournai. De là, il a rayonné dans l'évêché de Tournai, qui incluait à l'époque une grande partie du comté de Flandre. La plupart des exemples de ce style sont situés dans le bassin de l'Escaut, d'où l'appellation alternative de « gothique scaldien ».
Ce style combine des caractéristiques romanes locales avec les éléments issus de l'architecture gothique du nord de la France, notamment du gothique primitif. Sont romanes l'utilisation de tourelles latérales à toit conique et les clochers ou tours-lanternes à la croisée du transept. C'est par contre au gothique que ressortissent l'emploi d'arcs en ogive et le déambulatoire longeant les fenêtres extérieures. Les baies consistent souvent en trois fenêtres étroites réunies sous un arc unique. Le résultat en est une forte impression de hauteur par comparaison avec les églises romanes, plus anciennes ou contemporaines. Le gothique tournaisien n'atteint toutefois pas la sveltesse et les pans de murs audacieusement aérés caractéristiques du gothique élevé français.

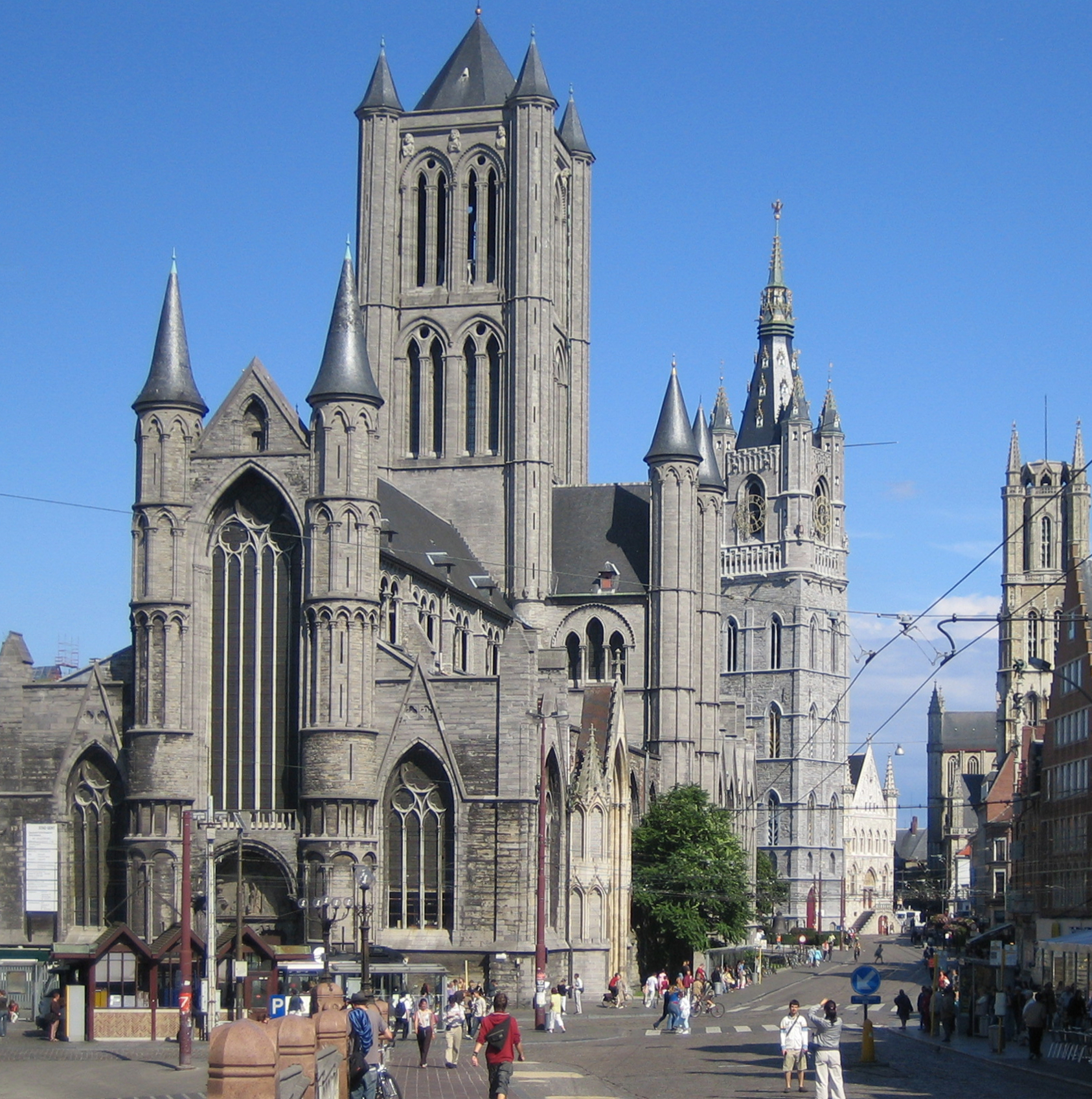
L'église Saint-Nicolas de Gand.

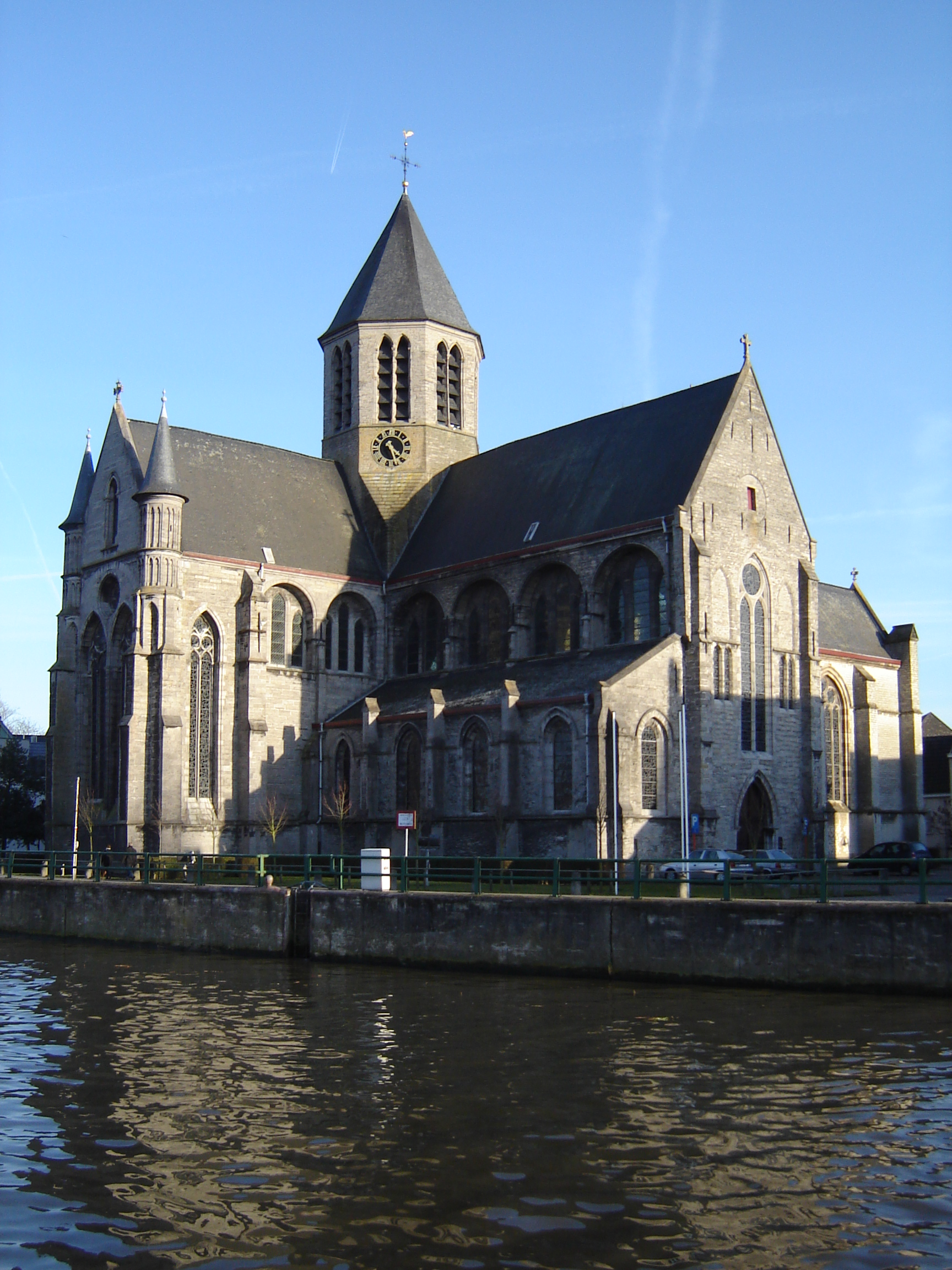
L'église Notre-Dame de Pamele d'Audenarde.

Les bâtiments de style gothique scaldien sont construits en pierre bleue extraite des carrières de Tournai et d'Antoing. C'est un calcaire dur et étanche, datant de l'ère primaire, assez difficile à travailler. L'architecture romane précédente utilisait cette pierre sous forme de moellons et pierres mal équarris, avec le style gothique scaldien en revanche on commence à la voir utilisée en appareillage régulier et bien taillé. Cette pierre assez dense et lourde, avec une texture fine mais qui ne se laisse pas si facilement sculpter, et une teinte grise bleutée intense qui lui confère un aspect froid, donne tout son caractère à ce style monumental. Les formes architecturales spécifiques du gothique scaldien sont conçues pour transcender cette pierre et en tirer le meilleur parti : lignes droites, jeu des surfaces planes, arcs brisés aux moulures souvent simples ou planes et à découpe très lisible, association de formes géométriques simples, colonnes rondes, chapiteaux et sculptures stylisés et simplifiés. On pense que la pierre était taillée à Tournai même, avant son transport par bateau vers les chantiers de construction; ceci favorisa le rayonnement du style en Flandre le long de l'Escaut, parallèlement à celui de l'évêché.
La cathédrale de Tournai ne comporte pas de partie en gothique tournaisien proprement dit, hormis peut-être les parties hautes des deux tours romanes les plus occidentales, qui annoncent le gothique. La nef et le transept sont encore nettement romans, mais dans un style roman local qui marquera profondément le gothique tournaisien qui en est directement inspiré. L’impressionnant chœur gothique du XIIIe siècle quant à lui est déjà (précocement) de style gothique rayonnant français, mais il intègre cependant pleinement les lignes pures et l'esthétique particulière du gothique primitif tournaisien local et met en valeur la pierre bleue. Ce style gothique rayonnant s'est lui aussi répandu en Flandre à partir de Tournai. On retrouve aussi un gothique rayonnant aux lignes scaldiennes dans l'architecture civile du XIIIe siècle, dont les halles aux draps d'Ypres sont le meilleur exemple. En réalité, les éléments du gothique tournaisien stricto-sensu (qui relève du gothique primitif) et du gothique rayonnant se mélangent de façon contemporaine durant une grande partie du XIIIe siècle pour de nombreuses églises en pierre bleue de la région, et ne sont pas toujours bien distingués, le terme peut donc prendre une acception un peu plus large que le seul gothique primitif.
La Ridderzaal (la salle des chevaliers) de La Haye aux Pays-Bas, haut lieu de l'histoire et aujourd'hui de la représentation de l’État des Pays-Bas, située au centre du Binnenhof, est considérée comme relevant du style gothique scaldien. Elle est essentiellement en brique et décorée avec un peu de pierre bleue.

## Exemples
- église Saint-Nicolas de Tournai
- église Saint-Jacques de Tournai
- beffroi de Tournai
- église Saint-Bavon d'Aardenburg
- église Notre-Dame de Pamele d'Audenarde
- église Saint-Nicolas de Gand
- château de Gérard le Diable de Gand
- église Notre-Dame de Deinze
- église Saint-Jean-Baptiste de Courtrai (néo-gothique tournaisien)
- abbaye de Villers-la-Ville
- Grafelijke Zalen

## Galerie

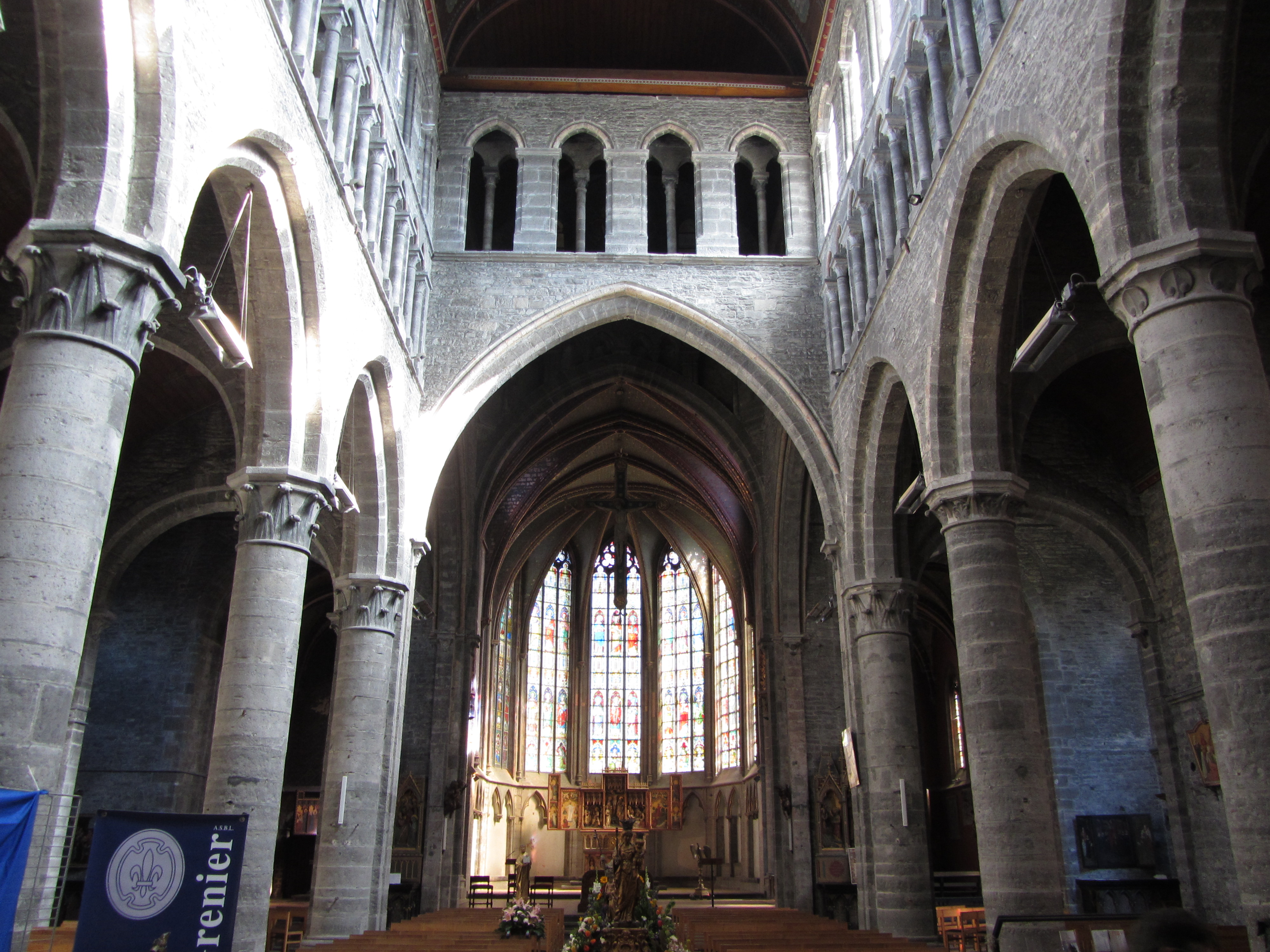
Nef de style gothique scaldien de l'église Saint-Jacques de Tournai, contrastant avec le chœur de style gothique rayonnant.
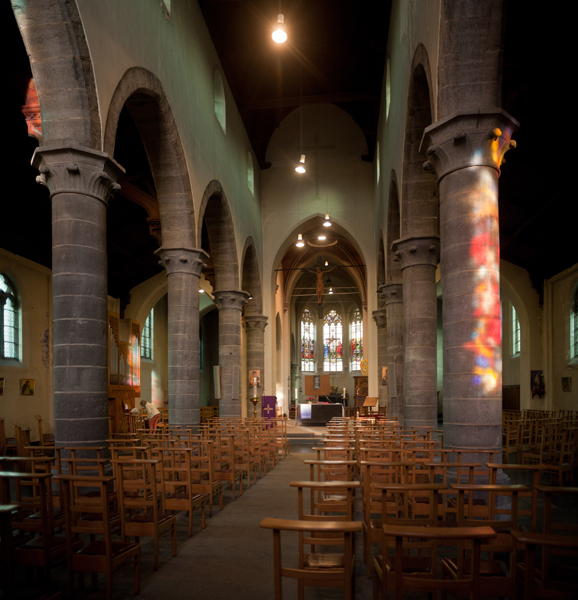
Nef de l'église Notre-Dame-du-Mont-Carmel de Berchem.
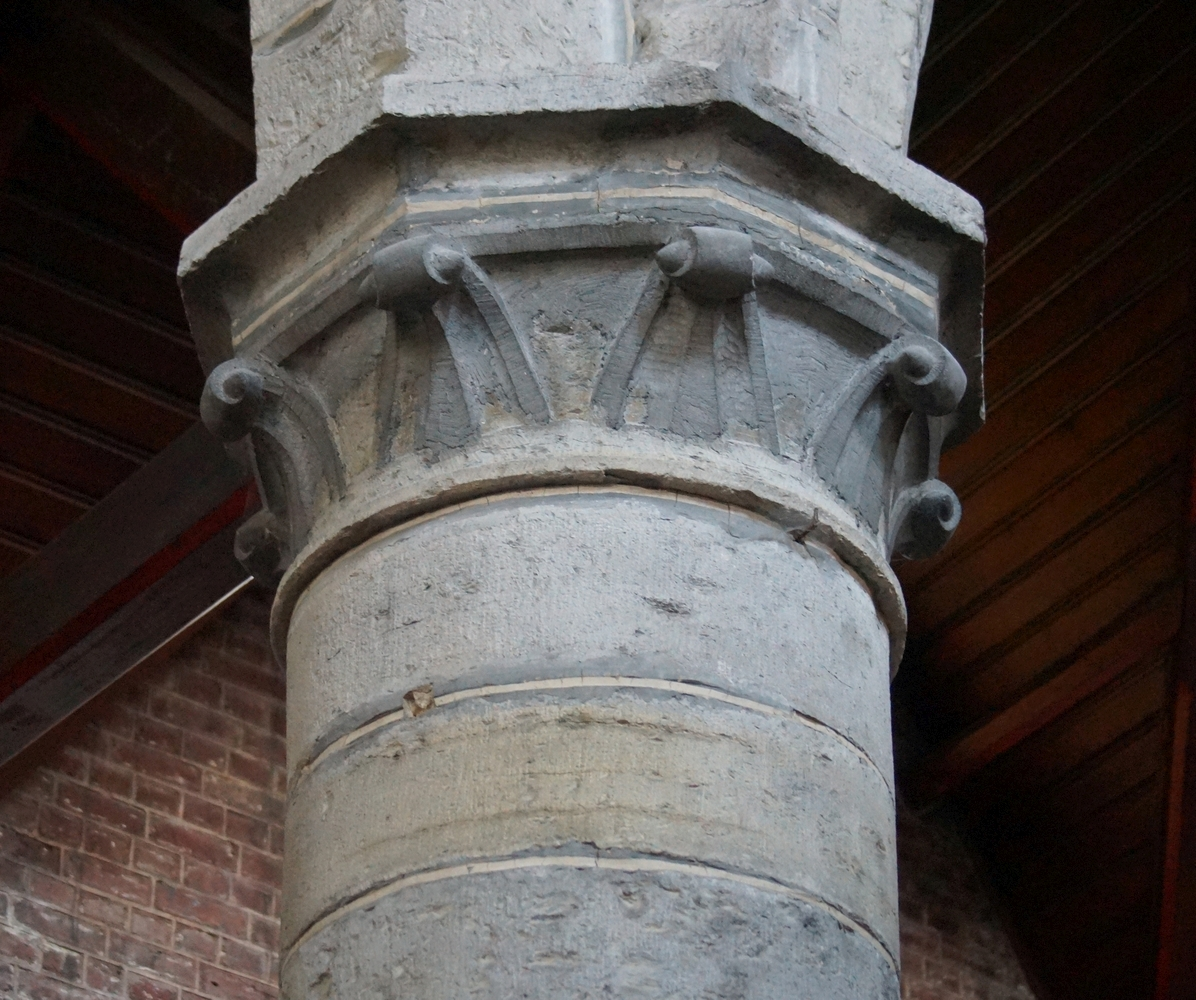
Chapiteau typique du gothique scaldien de l'église Notre-Dame de Mariakerke.
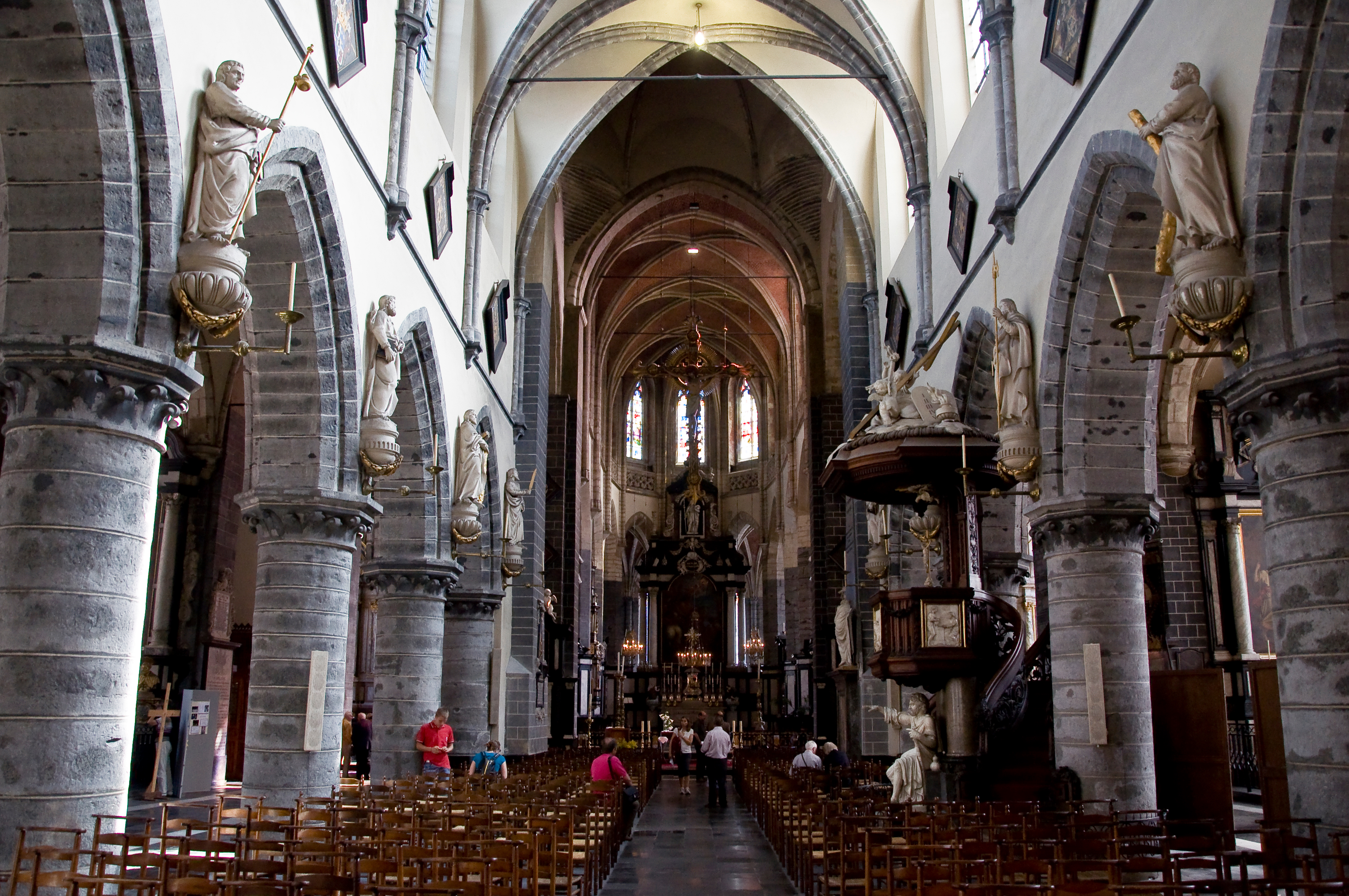
Nef de l'église Saint-Jacques de Gand.
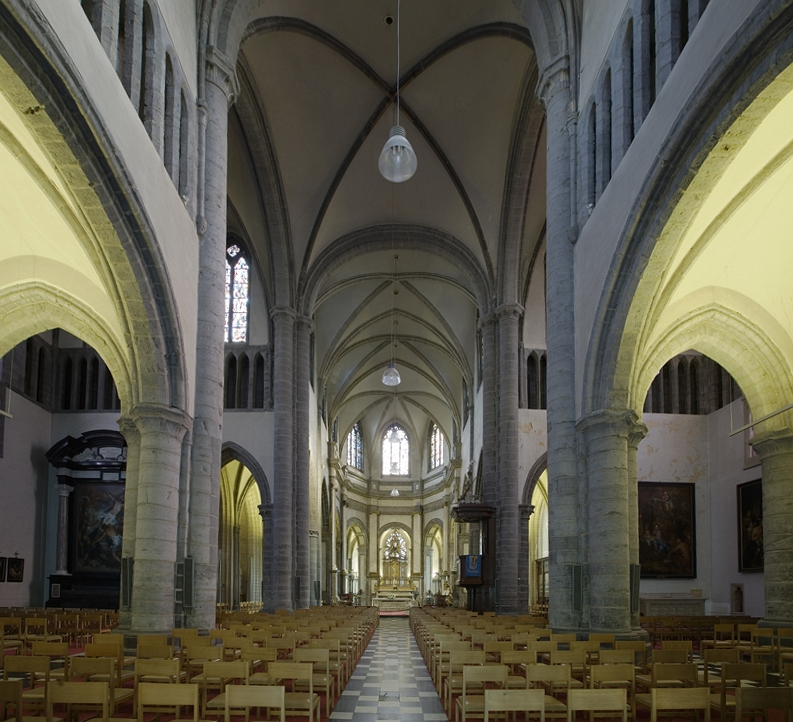
Croisée de l'église Notre-Dame de Courtrai.